# Louis Marie de Camps

Louis Marie De Camps (1767-1844)

Louis Marie de Camps, ursprungligen Louis Marie Camps, född 14 januari 1767 i Pau, Frankrike, död 20 mars 1844 på Kils gård i Kil på Värmdö var en svensk generalmajor. Han var barndomsvän med Jean Bernadotte och från 1805 hans sekreterare och medföljde honom till Sverige sedan Bernadotte blivit vald till svensk kronprins. Han adlades De Camps 1824.

## Biografi
Louis Marie Camps föddes i den lilla franska staden Pau i Béarn i södra Frankrike år 1767. Han var i Pau barndomskamrat med den fyra år äldre Jean Bernadotte och det påstås att de till och med hade samma amma. De gick i samma benediktinerskola i Pau. När Bernadotte blivit kung av Sverige kallade han de Camps för sin "dibroder" och många missuppfattade detta som att de verkligen var bröder, vilket senare av historikern Fredrik Ulrik Wrangel vid 1800-talets slut visades vara helt felaktigt. Bernadotte gjorde en snabb militär karriär från menig till marskalk, först i den förrevolutionära armén och sedan – när förbudet för icke-adliga att bli officerare hävts i och med den franska revolutionen – i armén under de franska revolutionskrigen.
de Camps gick i skola i Pau fram till 1781, då han begav sig till Spanien, där han först arbetade som handelsbiträde och sedan som handelsman under tio års tid. I början av 1790-talet återvände han till Frankrike och gjorde krigstjänst i franska armén. Från 1805 tillhörde han marskalk Jean Bernadottes närmaste omgivning och fungerade som handsekreterare och förtrogen med Bernadotte. År 1808 fick han överstelöjtnants grad.

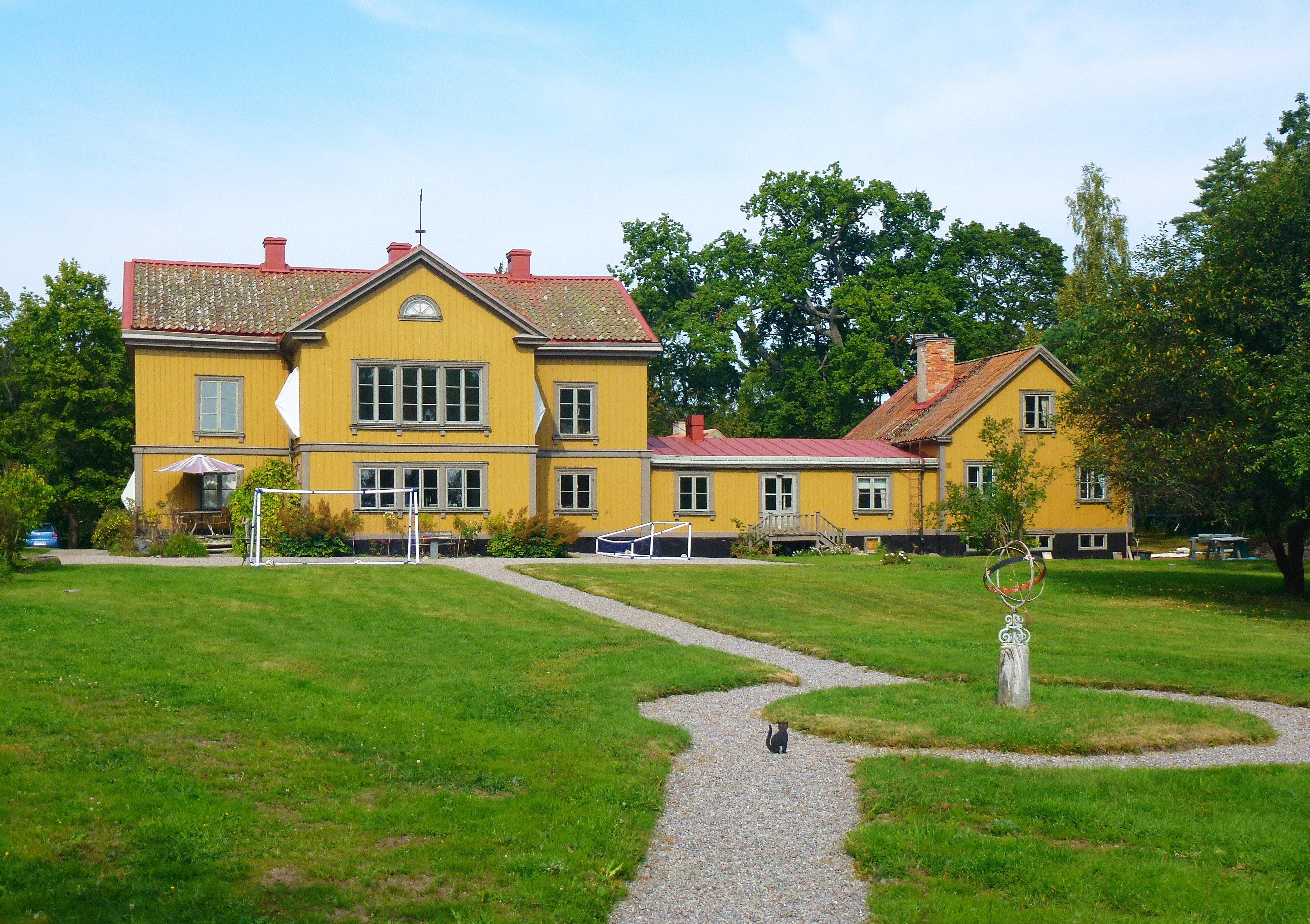
Kils gårds huvudbyggnad, 2015.

När Bernadotte år 1810 valts till kronprins av Sverige fick De Camps i uppdrag att sälja Bernadottes gods i Frankrike. År 1811 kom han till Sverige, där han fick sin bostad på Stockholms slott. Han fick tjänst i svenska armén som överstelöjtnant och blev kronprinsens adjutant, i vilken egenskap han medföljde honom till mötet med kejsar Alexander I av Ryssland i Åbo i augusti 1812. De Camps blev överste 1814 och generalmajor 1815. Han adlades i Sverige 1824 med nummer 2296 och hans efternamn Camps ändrades då till de Camps. År 1828 övergick han till den lutherska kyrkan. Hans svenska militära grader avspeglade mer hans ställning som kungens förtrogne och adjutant, han gjorde aldrig någon egentlig militär tjänstgöring i Sverige.
de Camps gifte sig 18 augusti 1822 i Stockholm med Virginie Pauline Angeline Lombard, född 7 mars 1793 i Mocheron, död 27 april 1841 i Stockholm, dotter till egendomsägaren Jean Baptiste Lombard och Anne Angeline Jauvier.
På 1810-talet ägde de Camps Rosendals slott på Djurgården. Han sålde slottet till kung Karl XIV Johan och det är fortfarande i släkten Bernadottes ägo. År 1822 ropade de Camps in gården Velamsund på Ormingelandet öster om Stockholm på auktion, han köpte även Kils gård på Värmdö år 1824. Hans affärsställning var inte den bästa. Karl XIV Johan trädde dock räddande emellan och köpte både Velamsund och Kil. Karl XIV Johan arrenderade sedan ut gårdarna till de Camps, först på 10 år och sedan på 15 år. de Camps anhöll 1841 hos kungen att denne skulle efterskänka arrendeavgiften, vilket beviljades. de Camps fick som gåva av kungen fritt arrende fram till 1853. Han bosatte sig på Kil, där han dog 77 år gammal den 20 mars 1844, endast 12 dagar efter sin barndomsvän kung Karl XIV Johan.
Under många år skötte de Camps Bernadottes privata affärer i Frankrike medan denne var i fält. Hans ställning i Sverige beskrivs som ett mellanting mellan den förtrogne barndomsvännen (som ofta fick utföra hemliga diplomatiska uppdrag) och den skicklige privatsekreteraren. Genom de Camps gick kungens allra mest privata meddelanden. Han byggde upp Karl XIV Johans underrättelsetjänst. Han hade också hand om den välgörenhet som kungen utövade. Han var Karl XIV Johans äldsta och trognaste vän, men han ansågs aldrig missbruka sin ställning.
Karl XIV Johan lärde sig aldrig tala svenska, vilket gjorde att han tvingades välja medarbetare som talade bra franska. Alla handlingar måste översättas. För att genomföra detta på ett effektivt sätt inrättades kungens ”enskilda byrå” på slottet, under ledning av de Camps. Enskilda byrån var också kungens egen propagandacentral, där man hanterade förbindelserna med den svenska pressen, bland andra skriftställaren Carl August Grevesmöhlen, vilken fungerade som en slags halvofficiell journalist som försvarade och lade fram kungens politik.
Adelsätten de Camps utgick på svärdssidan med hans yngste son, som dog i december 1905.

## Utmärkelser

### Svenska utmärkelser
- Kommendör med stora korset av Svärdsorden,

### Utländska utmärkelser
- Riddare av 3:e Klass av Ryska Sankt Vladimirs orden, i Briljanter
- Riddare av 2:e Klass av Ryska Sankt Annas orden,
- Riddare av Franska Sankt Ludvigsorden,
- Riddare av Spanska Karl III:s orden,